# Copris tridentatus
Copris tridentatus là một loài bọ cánh cứng trong họ Bọ hung (Scarabaeidae).